# (2249) Yamamoto
(2249) Yamamoto (1942 GA) – planetoida z grupy pasa głównego asteroid okrążająca Słońce w ciągu 5,69 lat w średniej odległości 3,19 au. Odkryta 6 kwietnia 1942 roku.